# Torrespaña
Torrespaña (conocida popularmente como El Pirulí) es una torre de telecomunicaciones de Madrid, España. Se encuentra en la confluencia de la calle de O'Donnell con la calle del Alcalde Sainz de Baranda y próxima a la autovía de circunvalación M-30. Es propiedad de la empresa Cellnex Telecom, habiendo pertenecido previamente a RTVE y a Retevisión. Es la tercera torre de telecomunicaciones más alta de España tras la Torreta de Guardamar en Alicante y la Torre de Collserola en Barcelona.

## Características

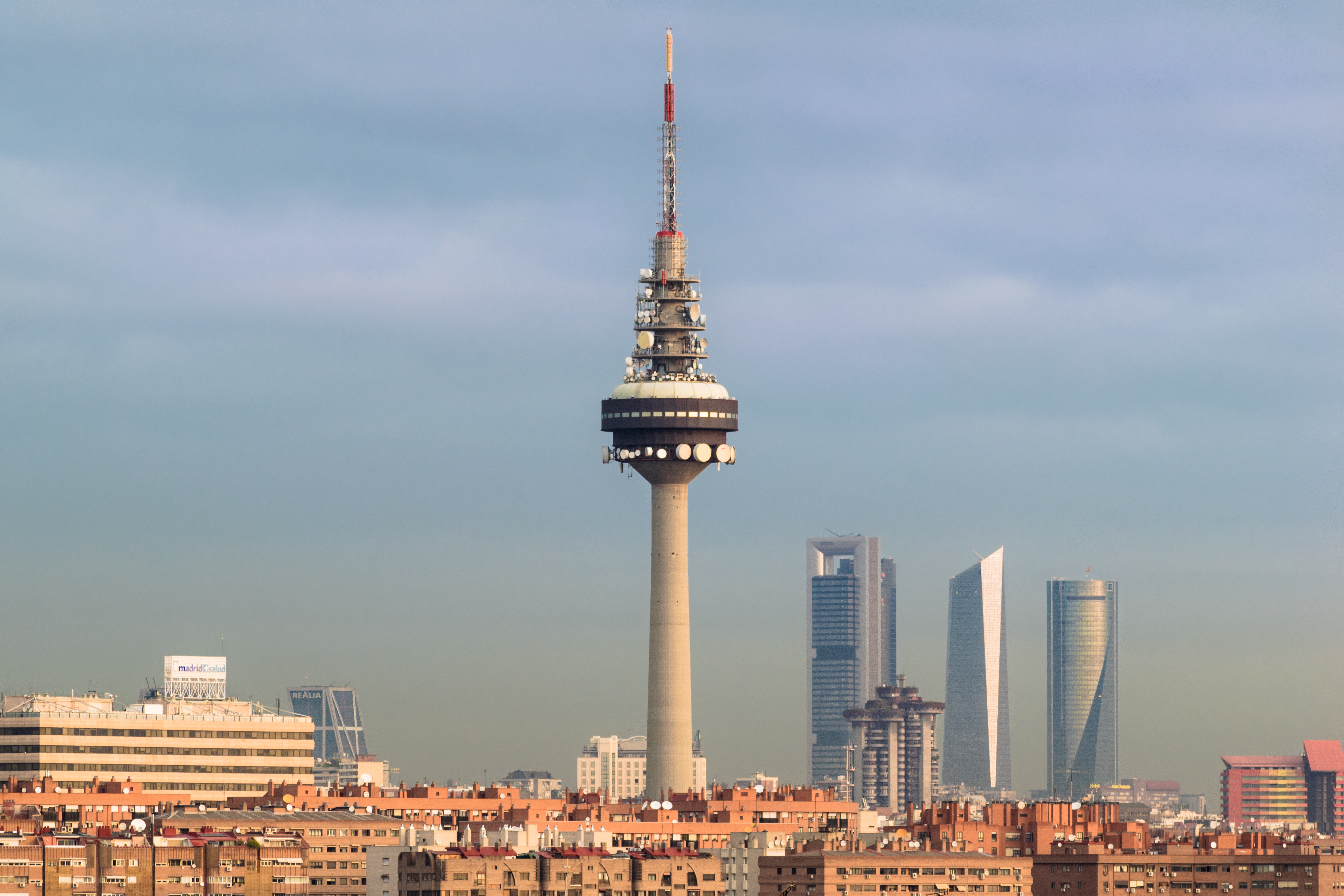
«El Pirulí» en el skyline de Madrid.

Torrespaña tiene una altura de 220 metros (232 metros con la antena de comunicaciones). Comenzó a levantarse el 17 de febrero de 1981, terminándose en trece meses, costando entonces 3500 millones de pesetas. La inauguración fue el 7 de junio de 1982, justo a punto para utilizar la torre durante la Copa Mundial de Fútbol de 1982. La torre fue construida por una unión temporal de empresas compuesta por las empresas españolas Dragados y Agroman con proyecto del arquitecto Emilio Fernández Martínez de Velasco. Tiene una superficie interior de 1945 m².
Sobre el fuste de 120 metros aparece el volumen del centro de control que se compone de cuatro plantas, cerradas con paneles de acero. Por encima se elevan otras cuatro plataformas para antenas y, finalmente, una antena de 45 metros. El acceso a las zonas superiores de la torre, solo permitido al personal que trabaja en ellas, se realiza mediante un ascensor instalado en el interior del fuste. La escalera tiene 1208 peldaños.
En 2003 pasó a pertenecer al grupo Abertis, tras haber sido previamente propiedad primero de RTVE y más tarde de Retevisión. Las instalaciones situadas en la base sí son el complejo de RTVE donde está la base del ente audiovisual, los platós de los informativos, la redacción principal y la sede del Canal 24 horas.
La torre, que ha sido señalada como una construcción con potencial de icono de la ciudad de Madrid, es conocida popularmente como «el Pirulí».

### Uso
Desde Torrespaña emiten veinte canales de televisión digital terrestre, diecisiete cadenas de radio analógica FM y dieciocho canales de radio digital (DAB). La torre tiene contacto visual con los emisores de las cadenas, y esta la retransmite después a los repetidores en todo el territorio nacional (siendo ella misma también un repetidor para Madrid).

## Emisoras

### Radio en FM
- 88.2 MHz Radio Nacional.
- 90.3 MHz Radio 5.
- 91.0 MHz Europa FM.
- 91.7 MHz Cadena Dial.
- 93.2 MHz Radio 3.
- 93.9 MHz Los 40.
- 95.1 MHz Radio Intereconomía.
- 96.5 MHz Radio Clásica.
- 97.2 MHz Radio María España.
- 98.0 MHz Onda Cero.
- 99.1 MHz esRadio.
- 99.5 MHz Cadena 100.
- 101.3 MHz Onda Madrid (Radio autonómica de Madrid).
- 101.7 MHz Rock FM.
- 102.7 MHz Kiss FM.
- 105.4 MHz Cadena SER (Radio Madrid).
- 106.3 MHz COPE.

### Radio DAB (Digital)
- 8A Radio María España.
- 8A Onda Cero.
- 8A Melodía FM.
- 8A Kiss FM.
- 8A Cadena 100.
- 8A Cadena SER (Radio Madrid).
- 9D esRadio.
- 9D Radio Inter.
- 9D Radio 5.
- 9D Radio Marca.
- 9D COPE.
- 9D Radio Nacional.
- 11B Radio Nacional.
- 11B Los 40 Classic.
- 11B Radio Exterior de España.
- 11B Radio 3.
- 11B Radio Clásica.
- 11B MegaStar FM.

### TDT (TV Digital)
16kW de PRA por mux aprox. UHF 60 a 69 se utilizan en telefonía 4G.
- 22 UHF Atreseries (HD).
- 22 UHF Be Mad (HD).
- 22 UHF Real Madrid TV (HD).
- 22 UHF Ten.
- 22 UHF Los 40 Classic (Radio).
- 22 UHF Los 40 Urban (Radio).
- 22 UHF Radiolé (Radio).
- 25 UHF Telecinco (SD y HD).
- 25 UHF Cuatro (SD y HD).
- 25 UHF Factoría de Ficción.
- 25 UHF Divinity.
- 26 UHF  Boing.
- 26 UHF Energy.
- 26 UHF Mega.
- 26 UHF Trece.
- 26 UHF Onda Cero (Radio).
- 26 UHF Europa FM (Radio).
- 26 UHF Melodía FM (Radio).
- 26 UHF COPE (Radio).
- 26 UHF Rock FM (Radio).
- 32 UHF Veo7.
- 32 UHF DMAX.
- 32 UHF Squirrel.
- 32 UHF Paramount Network.
- 32 UHF Cadena 100 (Radio).
- 32 UHF Radio María España (Radio).
- 32 UHF Radio Marca (Radio).
- 33 UHF La 1 (SD y HD).
- 33 UHF La 2 (SD y HD).
- 33 UHF 24h (SD y HD).
- 33 UHF Radio Nacional (Radio).
- 33 UHF Radio 5 (Radio).
- 34 UHF Antena 3 (SD y HD).
- 34 UHF La Sexta (SD y HD).
- 34 UHF Neox.
- 34 UHF Nova.
- 36 UHF UHD1
- 36 UHF UHD2
- 38 UHF Telemadrid (SD y HD).
- 38 UHF La Otra.
- 38 UHF BOM Cine.
- 38 UHF Onda Madrid (Radio autonómica de Madrid).
- 39 UHF 8madrid (Local).
- 39 UHF Trece (Local).
- 39 UHF Hit TV (Local).
- 39 UHF El Toro TV (Local).
- 39 UHF Libertad Digital TV (Local).
- 39 UHF Canal Galería (Local)
- 39 UHF Déjate TV (Local).
- 39 UHF COPE+ (Radio; Local).
- 39 UHF MegaStar FM (Radio; Local).
- 39 UHF Kiss FM (Radio; Local).
- 39 UHF Hit FM (Radio; Local).
- 41 UHF Teledeporte (SD y HD).
- 41 UHF Clan (SD y HD).
- 41 UHF DKISS.
- 41 UHF Radio Clásica (Radio HQ).
- 41 UHF Radio 3 (Radio HQ).
- 41 UHF Radio Exterior de España (Radio).
- 41 UHF Kiss FM (Radio).
- 41 UHF Hit FM (Radio).
- 41 UHF esRadio (Radio).
- 41 UHF Cadena SER (Radio).
- 41 UHF Los 40 (Radio).
- 41 UHF Cadena Dial (Radio).
- 48 UHF 8madrid (Local).
- 48 UHF Distrito TV (Local).
- 48 UHF TBN (Local).
- 48 UHF CGTN Español (Local).
- 48 UHF La Tienda en Casa (Local).
- 48 UHF Nesting TV (Local).
- 48 UHF +Galería (Local).

### TV Analógica (1982-2010)
- 2 VHF La 1.
- 29 UHF Onda 6 (desde 2000).
- 33 UHF Canal 33 (hasta 2005).
- 33 UHF La Sexta (desde 2005).
- 49 UHF La 1.
- 52 UHF Telemadrid (desde 1989).
- 55 UHF La 2.
- 59 UHF Telecinco (desde 1990).
- 62 UHF Canal+ (1990-2005).
- 62 UHF Cuatro (desde 2005).
- 65 UHF Antena 3 (desde 1990).